# Belisario Domínguez, Siltepec
Belisario Domínguez är en ort i Mexiko.   Den ligger i kommunen Siltepec och delstaten Chiapas, i den sydöstra delen av landet, 800 km sydost om huvudstaden Mexico City. Belisario Domínguez ligger 1 762 meter över havet och antalet invånare är 170.
Terrängen runt Belisario Domínguez är bergig åt sydväst, men åt nordost är den kuperad. Terrängen runt Belisario Domínguez sluttar norrut. Runt Belisario Domínguez är det ganska tätbefolkat, med 78 invånare per kvadratkilometer. Närmaste större samhälle är Santo Domingo, 9,4 km öster om Belisario Domínguez. I omgivningarna runt Belisario Domínguez växer i huvudsak städsegrön lövskog.